# لو (آرتساخ)
لو (ارمنی: Լև؛ ترکی آذربایجانی: Lev) یک منطقه مسکونی در جمهوری آرتساخ است که در استان شاهومیان واقع شده‌است.